# Crișeni (okręg Satu Mare)
Crișeni – wieś w Rumunii, w okręgu Satu Mare, w gminie Craidorolț. W 2011 roku liczyła 186 mieszkańców. 